# Apostolische Präfektur Juschno-Sachalinsk
Die in Russland gelegene Apostolische Präfektur Juschno-Sachalinsk (lat. Apostolica Praefectura Sachaliniana Meridionalis) wurde am 18. Juli 1932 als Mission sui juris Karafuto aus dem in Japan gelegenen Apostolischen Vikariat Sapporo ausgegliedert.
Am 21. Mai 1938 zur Apostolischen Präfektur erhoben, änderte diese am 10. April 2002 ihren Namen von "Karafuto" auf Juschno-Sachalinsk. Mit einer Größe von 40.000 km² und acht Pfarreien umfasst es sowohl den Süden Sachalins als auch die Kurilen und zählt lediglich 2.100 Katholiken (0,4 %) und zwei Ordenspriester.
Die Präfektur wird seit 1953 durch einen Apostolischen Administrator geleitet, der bis 1989 gleichzeitig der Bischof von Sapporo war und seit 2002 durch den Bischof von Irkutsk wahrgenommen wird.

## Apostolische Präfekten
- Felice Herrmann OFM (1938–1941)
  - Toda Lorenzo Tatewaki (Apostolischer Administrator 1941 bis 1944)
- Agostino Isamu Seno (1944–1953)
- Benedict Takahiko Tomizawa, Bischof von Sapporo und Ap. Präfekt von 1953 bis 1989
- Jerzy Mazur (2002–2003)
- Cyryl Klimowicz (seit 2003)